# Lyrurus mlokosiewiczi
El gallo lira caucasiano o urogallo caucasio (Lyrurus mlokosiewiczi) es una especie de ave galliforme perteneciente a la familia  Phasianidae

## Distribución
Se encuentra en el sudeste de Europa y zona adyacentes. La especie está nombrada en honor del naturalista polaco Ludwik Mlokosiewicz.
El macho adulto es mayor que la hembra, ya que mide 50-55 cm respecto a la hembra de 37-42 cm. El gallo es muy distintivo, con plumaje negro, aparte de las cejas de color rojo, y una, muy larga cola bifurcada. La hembra  es gris con restricciones de oscuro.
Es una especie sedentaria, cría en el Cáucaso y las montañas del Ponto en el noreste de Turquía en las laderas abiertas con rododendros u otros matorrales.  La hembra pone hasta 10 huevos en un nido de tierra y toma toda la responsabilidad para la anidación y el cuidado de los polluelos.
Este es quizás el menos conocido de todos los gallos en el mundo, y fue clasificado inicialmente como una especie con datos insuficientes por la UICN, sin embargo una investigación reciente muestra que está disminuyendo en cierta medida, y por ello es catalogado como una especie casi amenazada a partir del 2008 con una población de alrededor de 70.000 en todo el mundo en 2006. Los esfuerzos para la conservación han incluido fomentar el ecoturismo como una manera de promover el conocimiento de las aves y su hábitat.